# اقتصاد سياسي
الاقتصاد السياسي هو دراسة الإنتاج والتجارة وعلاقاتهما بالقانون والعادات والحكومة؛ وبتوزيع الدخل القومي والثروة. نشأ الاقتصاد السياسي كنظام من الفلسفة الأخلاقية، في القرن الثامن عشر، لاستكشاف إدارة ثروة الدول، يعود أصل المصطلح باللغة الإنجليزية إلى اليونانية، إذ تعود كلمة «political» إلى كلمة «بوليتي» اليونانية والتي كانت تُطلق على أي كيان سياسي وكلمة «economy» إلى «أوكونومي» والتي تعني إدارة الأسرة. عادة ما تُنسب الأعمال الاقتصادية السياسية الأولى إلى الباحثين البريطانيين آدم سميث، وتوماس مالتوس، وديفيد ريكاردو، على الرغم من أنها قد سُبقت بأعمال الفيزيوقراطيين الفرنسيين، مثل فرانسوا كويسناي (1774-1694)، وآن روبرت جاك تورغو (1781-1727).
في أواخر القرن التاسع عشر، بدأ مصطلح «الاقتصاد» تدريجيًا يحل محل مصطلح «الاقتصاد السياسي»، وذلك مع ظهور النمذجة الرياضية بالتزامن مع نشر كتاب ألفريد مارشال المؤثر في عام 1890. في وقت سابق، دافع ويليام ستانلي جيفونز، وهو من أنصار الأساليب الرياضية المطبقة على الموضوع، عن الإيجاز الذي يتميز به الاقتصاد، آملًا أن يصبح هذا المصطلح «اسمًا معترفًا به للعلم». تشير مقاييس الاقتباسات من «غوغل نغرام فيوير» إلى أن استخدام مصطلح «الاقتصاد» بدأ يتفوق على «الاقتصاد السياسي» منذ عام 1910 تقريبًا، ليصبح المصطلح المفضل لذلك النظام بحلول عام 1920. اليوم، يشير مصطلح «الاقتصاد» عادة إلى الدراسة الضيقة للاقتصاد التي تغيب عن الاعتبارات السياسية والاجتماعية الأخرى، في حين أن مصطلح «الاقتصاد السياسي» يمثل مقاربة مميزة ومنافسة.
قد يشير الاقتصاد السياسي، عندما لا يُستخدم كمرادف للاقتصاد، إلى أشياء مختلفة للغاية. فمن وجهة نظر أكاديمية، قد يشير المصطلح إلى الاقتصاد الماركسي، ونهج الاختيار العام التطبيقي المنبثقة عن مدرسة شيكاغو ومدرسة فرجينيا. في اللغة الشائعة، قد يشير «الاقتصاد السياسي» ببساطة إلى النصيحة التي يقدمها الاقتصاديون إلى الحكومة أو الشعب فيما يخص السياسة الاقتصادية العامة أو على مقترحات اقتصادية محددة طورها علماء سياسيون. توسعت مجموعة الكتابات الاقتصادية السائدة المتزايدة من سبعينيات القرن الماضي إلى ما هو أبعد من نموذج السياسة الاقتصادية، إذ زاد المخططون من فائدة الفرد التمثيلي في دراسة كيفية تأثير القوى السياسية على اختيار السياسات الاقتصادية، وخاصةً فيما يتعلق بالصراعات التوزيعية والمؤسسات السياسية. وهي متوفرة كمجال مستقل للدراسة في بعض الكليات والجامعات.